# Vanessa abyssinica
Vanessa abyssinica ist ein Schmetterling (Tagfalter) der Gattung Vanessa aus der Familie der Edelfalter (Nymphalidae), der in Afrika vorkommt. Das Artepitheton leitet sich von Abessinien ab.

## Merkmale

### Imagines
Vanessa abyssinica hat eine Flügelspannweite von 22 bis 44 Millimeter. Die Vorderflügeloberseite ist schwarzbraun. Von der Mitte der Costa geht ein leicht gekrümmtes gelbliches Band zu Außenrand, das breiter ist als bei ähnlichen Arten. Im Apex sind mehrere weißliche Flecke. Die schwarzbraune Hinterflügeloberseite hat eine schmale orange Saumbinde, die meist durch eine schmale schwarze Saumlinie vom Saum getrennt ist. Hinter der Binde verläuft eine Reihe kleiner, meist bläulich gekernter Augenflecke.

### Präimaginal-Stadien
Das grünliche Ei ist fassförmig mit einem Durchmesser von 0,56 Millimeter bei einer Höhe von 0,62 Millimeter. Die Eiraupe hat einen schwarzen Kopf und einen schwarzbraunen Körper. Die nachfolgenden Stadien sind die Borsten länger und zahlreicher. Ab dem zweiten Larvenstadium bilden sich kleine Höcker, die im dritten Stadium deutlich Fortsätze (Scoli) sind. Im fünften und letzten Raupenstadium hat der Kopf zwei hellbraunen Streifen. Auf dem schwarzen Körper, der mit weißen Pünktchen gesprenkelt ist, verläuft vom zweiten Thoraxsegment bis zum achten Abdomensegment eine weißliche Linie. Die Borsten auf dem Kopf und am Abdomen sind weißlich. Die Raupe wird bis zu 18 Millimeter lang.
Die hellbraune Puppe mit silbernem Glanz ist 14 Millimeter lang. Der Kopf hat keine Fortsätze.

## Geographische Verbreitung und Lebensraum
Vanessa abyssinica kommt in Äthiopien, Kenia, Tansania, Uganda, Ruanda und in der Demokratischen Republik Kongo in Bergwäldern vor.

## Lebensweise
Die Eier werden einzeln an einem Brennhaar auf der Unterseite eines jungen Blattes oder an einem Stängel nahe der äußersten Blattknospe der Nahrungspflanze abgelegt. Die jungen Raupen leben innerhalb einer Blattknospe und fressen die Knospe von innen auf, der Kot der Raupen verbleibt in der Knospe. Dieses Verhalten ist sehr ungewöhnlich für Raupen aus der Unterfamilie der Fleckenfalter (Nymphalinae). Im dritten Larvenstadium verlassen sie die Knospe und spinnen sich ein Nest aus einem Blatt.
Die Raupen ernähren sich von Urtica massaica Mildred und Obetia pinnatifida Baker.
Die Falter können sehr gut mit Bananen geködert werden.

## Systematik
Pyrameis abyssinica wurde von Cajetan von Felder und seinem Sohn Rudolf 1867 erstbeschrieben. 1903 wurde sie von Rothschild & Jordan der zur Gattung erhoben Antanartia zugeordnet. Das wurde von Howarth 1966 bei seiner Revision der Gattung Antanartia beibehalten. 1989 fiel Nakanishi bei der Untersuchung der Präimaginalstadien von abyssinica auf, dass diese viel mehr der Gattung Vanessa ähneln, als denen von Antanartia, vertreten durch hippomene und schaeneia. 2005 wurde durch genetische Untersuchungen von Wahlberg, Brower und Nylin gezeigt, dass abyssinica am nächsten mit dem Admiral (V. atalanta) und dem Indischen Admiral (V. indica) verwandt ist. Durch eine Untersuchung von Wahlberg und Rubinoff 2011 wurden auch hippomene und V. dimorphica, die in der Zwischenzeit von hippomene abgetrennt wurde, in die Gattung Vanessa gestellt.

### Unterarten
- Vanessa abyssinica spp. abyssinica (Felder & Felder, 1867) kommt in Äthiopien vor.[3] Das gelbliche Band auf dem Vorderflügel ist nicht unterbrochen. Der Augenfleck in Zwischenraum zwei ist kleiner als die in drei und vier und oft ohne blauen Kern. In Zwischenraum fünf wird das Band oft abrupt breiter.[5]
- Vanessa abyssinica spp. vansomeri (Howarth, 1966) kommt im westlichen Uganda, Ruanda und in der Demokratischen Republik Kongo (Ost-Kivu, Ituri) vor.[3] Das gelbliche Band auf dem Vorderflügel ist unterbrochen.[5]
- Vanessa abyssinica spp. jacksoni (Howarth, 1966) kommt im Hochland von Kenia auf 1500 bis 2700 Meter Höhe und im Norden Tansanias vor.[3] Die Augenflecke in den Zwischenräumen zwei bis vier sind etwa gleich groß und das Auge in Zwischenraum zwei hat einen blauen Kern. In Zwischenraum fünf wird das Band nur wenig breiter.[5]

### Synonyme
- Pyrameis abyssinica
- Antanartia abyssinica